# Albrecht von Alvensleben

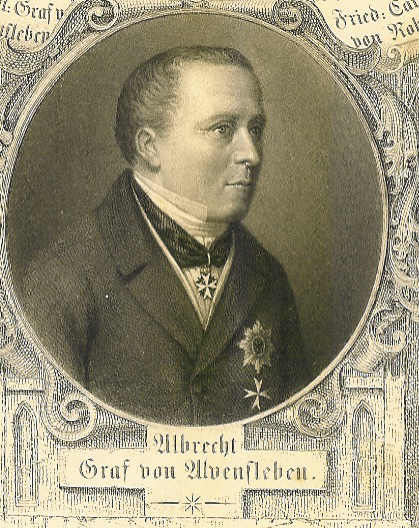
Graf Albrecht von Alvensleben

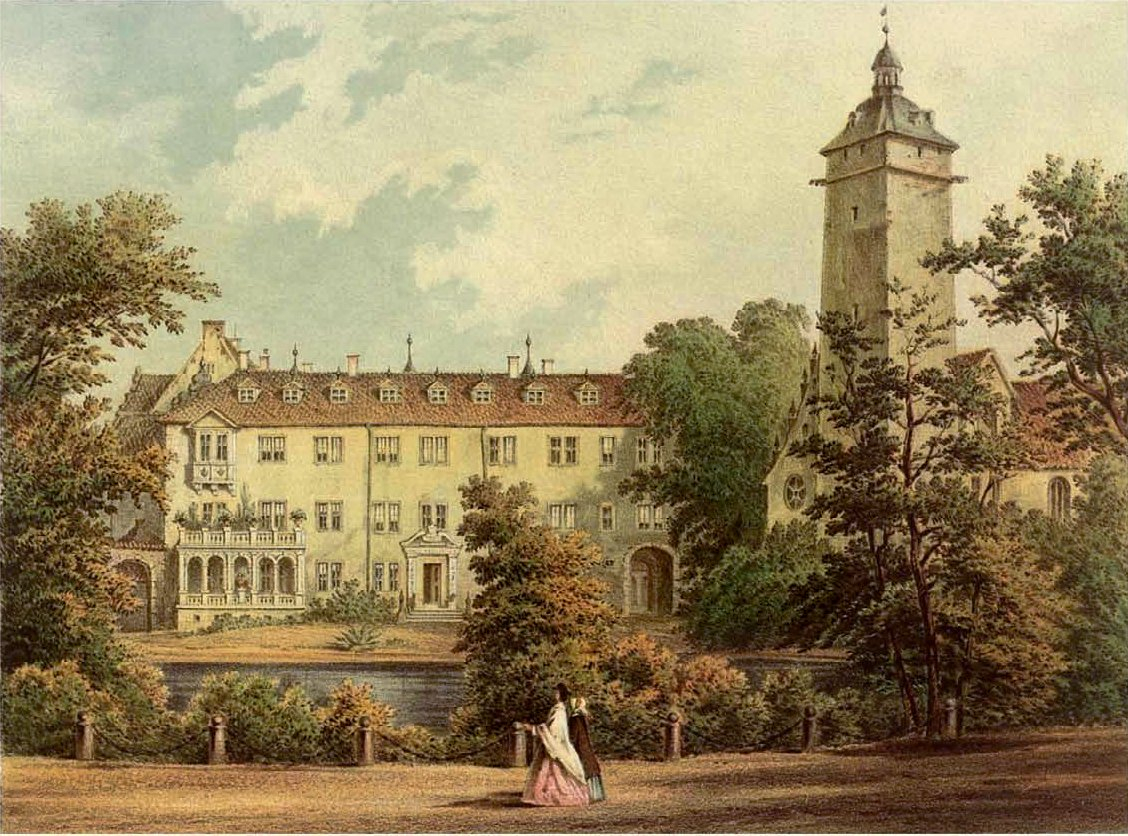
Schloss Erxleben II mit Hausmannsturm um 1865, Sammlung Alexander Duncker

Albrecht Graf von Alvensleben (* 23. März 1794 in Halberstadt; † 2. Mai 1858 in Berlin) war preußischer Finanzminister.

## Leben
Albrecht Graf von Alvensleben entstammte der niederdeutschen Adelsfamilie von Alvensleben. Als ältester Sohn des Halberstädter Domdechanten und späteren braunschweigischen Ministers Graf Johann Ernst von Alvensleben (1758–1827) und der Caroline von Rohr (1771–1816) besuchte er die Schule im Kloster Unser Lieben Frauen in Magdeburg und begann 1811 als Siebzehnjähriger ein Jurastudium an der neu gegründeten Universität Berlin. Während des Studiums wird er Mitglied im Corps Marchia Berlin. 1813 unterbricht er sein Studium, um an den Freiheitskriegen teilzunehmen. Nach Beendigung des Krieges setzt er das Studium fort und tritt nach dem Examen 1817 in den Justizdienst am Berliner Kammergericht ein. Während dieser Berliner Zeit gehörte er zu einer christlich-konservativen Tischgesellschaft („Maikäferei“) um Clemens Brentano und den Gebrüdern Ernst Ludwig und Ludwig Friedrich von Gerlach, die seine späteren Anschauungen wesentlich mitgeprägt haben.
1826 wurde er Kammergerichtsrat, verließ aber nach dem Tode seines Vaters den Staatsdienst, um das alte Familiengut Erxleben II zu bewirtschaften. 1831 berief ihn der König als Geheimen Justiz- und Vortragenden Rat in das Justizministerium. Noch im gleichen Jahr erhielt er die Aufgabe, als Spezialkommissar in Krakau mit österreichischen und russischen Vertretern die Lösung verfassungspolitischer Fragen des Freistaates zu erarbeiten. Alvensleben trat für eine deutsche Politik Preußens auf Grundlage der Verträge von 1815 und enger Freundschaft mit Österreich ein. 1834 vertrat er Preußen auf den Wiener Konferenzen. Dort beratschlagte er mit Metternich über die Bekämpfung der revolutionären und demokratischen Bewegungen.
Von 1835 bis 1842 war er preußischer Finanzminister. Es gelang ihm, das preußische Finanzwesen auf einen guten Stand zu bringen. Auch setzte er sich aktiv für den Deutschen Zollverein ein. 1842 trat er zurück, weil er mit den romantischen Neigungen Friedrich Wilhelms IV. nicht zurechtkam, ließ sich aber bewegen, als vortragender Kabinettsminister dem König bis 1844 noch weiterhin zur Verfügung zu stehen. Dann verließ er endgültig den Staatsdienst, übernahm aber von Fall zu Fall noch wichtige Aufträge.
Während der Revolution 1848 betätigte er sich im Sinne einer konservativen Politik und gehörte der preußischen Nationalversammlung an. Als zweiter Bevollmächtigter auf den Dresdner Konferenzen 1850/1851 wahrte er gegenüber Österreich die Stellung Preußens und der Kleinstaaten. 1852 übernahm er einen Auftrag an den hannoverschen Hof, um Schwierigkeiten in Sachen des Zollvereins zu beseitigen. 1854 berief ihn der König zum Mitglied des Preußischen Herrenhauses. 1856 erhielt er den Orden vom Schwarzen Adler. Sein plötzlicher Tod verhinderte, dass er vom Prinzen von Preußen zum Ministerpräsidenten als Nachfolger Otto von Manteuffels ernannt wurde.
Alvensleben blieb unverheiratet und kinderlos. Nach seinem Tod gab es einen innerfamiliären Erbschaftsstreit. Eduard von Alvensleben (1787–1876) aus Redekin und sein Bruder Ferdinand wurden schließlich nach altem Lehensrecht Nachfolger auf Erxleben II.